# Herodicos din Selimbria
Herodicos din Selimbria (în greacă Ηρώδικος) a fost medic grec din secolul al V-lea î.Hr, exponent al școlii medicale din Knidos, frate al filozofului sofist Gorgias.

## Biografie
Ca origine, a fost trac, născut în Selymbria.
Se pare că Herodicos a fost unul din dascălii lui Hippocrate.

## Activitatea

### Contribuții
Lui Herodicos i se atribuie introducerea, pentru prima dată, a exercițiilor fizice pentru tratarea bolilor și menținerea sănătății. De asemenea, a recomandat alimentația rațională și efectuarea masajelor folosind ierburi și uleiuri.
Așadar, Herodicos poate fi considerat întemeietorul medicinei sportive, promovată ulterior și de Galen.
Platon relatează că Herodicos recomanda pacienților să meargă pe jos de la Atena până la Megara (peste 100 km).
Herodicos nu a fost numai "maestru în gimnastică" (παιδοτρίβης), ci și filozof sofist.

### Scrieri
Împreună cu Eurifonte, este autorul a mai multor scrieri din Corpus Hippocraticum.

## Legături externe
- Momente din istoria medicinei grecești
- Dicționar biografic și mitologic grec și roman Arhivat în 30 decembrie 2005, la Wayback Machine.
- Istoria și dezvoltarea terapei mecanice Arhivat în 9 martie 2005, la Wayback Machine.